# Kispettyes szemesholyva
A kispettyes szemesholyva (Stenus biguttatus)  a bogarak (Cleoptera) rendjébe és a holyvafélék (Staphylinidae) családjába tartozó faj. Ez az apró termetű, gyors mozgású rovar elsősorban a nedves, mocsaras területeken fordul elő, ahol rovarlárvákkal és más apró zsákmányállatokkal táplálkozik. Szemei és mozgékonysága kiemelkedően fontos szerepet játszanak vadászatában, ami miatt a szemesholyva nemzetség jellegzetes tagjaként tartják számon. Elterjedése Európa nagy részére kiterjed, de megtalálható Ázsia egyes részein is. Ökológiai szerepe fontos, mivel ragadozóként szabályozza az apró gerinctelenek populációját a vizes élőhelyeken.
Ez a kiegészítés az állat élőhelyét, táplálkozását, valamint ökológiai jelentőségét emeli ki, és a rendszertani helyzet mellett biológiai és ökológiai vonatkozásokat is hozzáad.

## Előfordulása
A kispettyes szemesholyva elsősorban patakok és folyók mentén fordul elő, ahol a nedves környezet kedvez életmódjának. Kedveli a kavicsos vagy homokos partokat, ahol a növényzet és a talaj megfelelő búvó- és vadászhelyet biztosít számára. Az ilyen élőhelyeken gyakran találkozni vele, különösen tiszta, oxigénben gazdag vízfolyások közelében.
Elterjedési területe főként Európa mérsékelt övi régióit foglalja magába, de Ázsia nyugati részein is előfordul. A faj jelenléte a jó vízminőséget jelző indikátorként is értelmezhető, mivel előnyben részesíti a természetközeli állapotú vizes élőhelyeket.

## Megjelenése
Mérete általában 5–6 mm, de előfordulhatnak akár 1 cm-es példányok is. Hosszú, vékony lábain gyorsan és ügyesen fut, ami lehetővé teszi számára, hogy könnyedén elfogja az apró állatokból álló zsákmányát. Szárnyfedőinek két sárga pontja jellegzetes, azonban ez a minta több rovar- és bogárfajnál is előfordul, ezért önmagában nem alkalmas a faj azonosítására. Teste karcsú és fényes, általában fekete vagy sötétszürke színű, amely segíti a rejtőzködést természetes élőhelyein.
Feje aránylag nagy, szemei feltűnően kidomborodnak, ami kiváló látást biztosít neki a vadászat során. Rágói erősek, jól alkalmazkodtak a ragadozó életmódhoz, különösen a kisebb rovarok és lárvák elfogyasztására. A gyors mozgás és a fejlett érzékszervek együttesen hatékony vadásszá teszik a kispettyes szemesholyvát.

## Életmód
A kispettyes szemesholyva aktív, ragadozó életmódot folytat, főként kisebb rovarokkal és lárvákkal táplálkozik. Vadászata során hosszú, vékony lábait és éles látását használja. Gyors mozgása és fejlett érzékszervei lehetővé teszik, hogy hatékonyan kapja el a zsákmányát, gyakran vizes élőhelyek környékén. Főként nappali aktivitású faj, amely a napsütéses időszakokat részesíti előnyben, azonban borúsabb napokon is megfigyelhető. A rovarlárvák, apró ízeltlábúak, és egyéb kisebb állatok szerepelnek étrendjében, amelyek elengedhetetlenek a populáció szabályozásához a természetes ökoszisztémákban.

## Szaporodása és fejlődése
A kispettyes szemesholyva szaporodási ciklusa a tavaszi és nyári időszakra koncentrálódik, amikor a hőmérsékleti viszonyok és a táplálékbőség optimálisak a faj számára. A nőstények a talajhoz közeli rejtett helyekre rakják petéiket, ahol a fejlődő lárvák védve vannak a külső veszélyektől. A lárvák fejlődése gyors, hiszen rövid életciklusú rovarról van szó, és a fiatal példányok néhány héten belül elérik az imágó állapotot. A teljes fejlődési ciklus szorosan alkalmazkodik az élőhely klimatikus viszonyaihoz, és a populációk stabilitását nagymértékben befolyásolja az időjárás.

## Elterjedés és élőhely
A faj természetes élőhelyei elsősorban a patakok és folyók menti területekre korlátozódnak, de gyakran megtalálható mocsaras, nedves réteken és ártéri erdőkben is. Elterjedése Európa mérsékelt övi régióira, valamint Ázsia nyugati területeire terjed ki. Mivel a faj érzékeny a vízminőség változására, jelenléte indikátorként szolgálhat az adott élőhely ökológiai állapotára. Az élőhelyek szennyezése és az urbanizáció veszélyezteti a faj fennmaradását, ezért fontos az élőhelyek megőrzése és helyreállítása.

## Viselkedés
A kispettyes szemesholyva gyors és ügyes mozgású rovar, amely a veszély elől futással menekül, de ha sarokba szorítják, agresszív viselkedést is mutathat. Ragadozóként aktívan kutatja a zsákmányt, miközben hosszú lábainak köszönhetően gyorsan változtatja helyét. Szárnyainak és könnyed testfelépítésének köszönhetően képes rövid repülésekre is, bár elsősorban futásra hagyatkozik. Az éles látása és pontos mozgása lehetővé teszi számára, hogy még a legapróbb zsákmányállatokat is könnyen megtalálja.